# Рифайна
Рифайна (порт. Rifaina)  —  муниципалитет в Бразилии, входит в штат Сан-Паулу. Составная часть мезорегиона Рибейран-Прету. Входит в экономико-статистический  микрорегион Франка. Население составляет 3641 человек на 2006 год. Занимает площадь 171,583 км². Плотность населения — 21,2 чел./км².
Праздник города —  24 декабря.

## История
Город основан 24 декабря 1948 года.

## Статистика
- Валовой внутренний продукт на 2003 составляет 18.975.099,00 реалов (данные: Бразильский институт географии и статистики).
- Валовой внутренний продукт на душу населения на 2003 составляет 5.427,66 реалов (данные: Бразильский институт географии и статистики).
- Индекс развития человеческого потенциала на 2000 составляет 0,774 (данные: Программа развития ООН).

## География
Климат местности: тропический. В соответствии с классификацией Кёппена, климат относится к категории Aw.

## Галерея
- Мост